# Elizabeth: Złoty wiek
Elizabeth: Złoty wiek (ang. Elizabeth: The Golden Age) – brytyjsko-niemiecko-francuski film historyczno-biograficzny z 2007 roku w reżyserii Shekhara Kapura. Kontynuacja filmu Elizabeth (1998), która przedstawia dalsze rządy królowej Elżbiety I. Obraz otrzymał Oscara za najlepsze kostiumy i nominację za pierwszoplanową rolę Cate Blanchett.

## Produkcja
Zdjęcia do filmu kręcono na terenie Anglii i Szkocji w następujących lokacjach:
- Londyn (m.in. katedra Westminsterska, kościół St Bartholomew-the-Great);
- Buckinghamshire (Dorney Court);
- Cambridgeshire (St John's College i rzeka Cam w Cambridge, katedra w Ely);
- Hampshire (katedra w Winchester);
- Hertfordshire (Hatfield House w Hatfield);
- Highland (zamek Eilean Donan);
- Lincolnshire (Burghley House);
- Somerset (katedra w Wells, Brean Down);
- Surrey (ruiny opactwa Waverley);
- Warwickshire (Baddesley Clinton);
- West Sussex (Petworth)[1].

## Obsada
- Cate Blanchett – królowa Elżbieta I Tudor
- Clive Owen – Sir Walter Raleigh
- Geoffrey Rush – Sir Francis Walsingham
- Samantha Morton – królowa Maria I Stuart
- Rhys Ifans – Robert Reston
- Abbie Cornish – Elizabeth „Bess” Throckmorton
- Jordi Mollà – król Filip II Habsburg
- John Shrapnel – Lord Howard
- Tom Hollander – Sir Amyas Paulet
- Aimee King – infantka hiszpańska
- Susan Lynch – Annette
- Penelope McGhie – Margaret
- Eddie Redmayne – Anthony Babington
- David Threlfall – John Dee
- Laurence Fox – Sir Christopher Hatton
- Christian Brassington – arcyksiążę Karol Styryjski
- William Houston – Don Gerau De Spes
- Adam Godley – William Walsingham
- Dave Legeno – kat[2]

i inni